# Diesel (Hund)
Diesel (gestorben am  18. November 2015 in Saint-Denis) war eine französische Polizeihündin der Spezialeinheit Recherche Assistance Intervention Dissuasion (RAID). Die Belgische Schäferhündin, die als Sprengstoffspürhund eingesetzt wurde, wurde während eines Anti-Terror-Einsatzes in Saint Denis getötet und anschließend zum Netzphänomen.

## Verlauf
Während der Ermittlungen nach den Terroranschlägen vom 13. November 2015 in Paris sollte am 18. November 2015 eine Wohnung im Pariser Banlieue Saint Denis durchsucht werden. Als die RAID versuchte, die Wohnung zu stürmen, kam es zu einem Feuergefecht. Abdelhamid Abaaoud, der mutmaßliche Drahtzieher der Terroranschläge, starb während des Einsatzes. Drei Männer, die sich ebenfalls in der Wohnung aufhielten, wurden anschließend festgenommen. Während der Einsatz noch andauerte, meldete die Police nationale um 10:48, dass die siebenjährige Polizeihündin Diesel getötet worden war, und lud auf Facebook ein Foto hoch. Das Bild verbreitete sich viral über Facebook und Twitter. Binnen kürzester Zeit wurde es 170.000-mal geteilt. In Frankreich wurden die Hashtags #JeSuisDiesel (dt. „Ich bin Diesel“) und #JeSuisChien (dt. „Ich bin Hund“), in Anlehnung an #JeSuisCharlie, binnen einer Stunde Spitzenreiter der beliebtesten Hashtags. Angesichts der menschlichen Opfer der Terroranschläge von Paris stieß der Umgang jedoch auch auf Kritik. Positiv äußerten sich dagegen der Sänger Amaury Vassili sowie die Tierschutzorganisation PETA. Letztere hob hervor, dass „alle Leben zählen“.
Posthum erhielt die Hündin die Dickin Medal, eine britische Auszeichnung für Tiere, die sich im Kriegs- oder Polizeieinsatz verdient gemacht haben. Diese Auszeichnung wird nur in Ausnahmefällen an Tiere außerhalb des Vereinigten Königreichs verliehen.
Als Zeichen der Solidarität schenkte der russische Innenminister Wladimir Kolokolzew seinem französischen Amtskollegen Bernard Cazeneuve einen zwei Monate alten Schäferhundwelpen namens Dobrinja. Der Deutsche Schäferhund wurde nach der russischen Heldengestalt Dobrynja Nikititsch benannt.